# Kafr Nabi
Kafr Nabi (arab. كفر نبي) – miejscowość w Syrii, w muhafazie Idlib. W 2004 roku liczyła 1542 mieszkańców.